# Walter A. Bell
Walter Andrew Bell  (* 4. Januar 1889 in St. Thomas, Ontario; † 1969 in Pictou County, Nova Scotia) war ein kanadischer Paläobotaniker. Sein offizielles botanisches Autorenkürzel lautet „W.A.Bell“.

## Leben
Bell besuchte die Queen’s University in Kingston (Ontario) und die Yale University mit dem Master-Abschluss 1911. Danach arbeitete er für den Geological Survey of Canada, unterbrochen vom Wehrdienst in Frankreich im Ersten Weltkrieg. 1920 wurde er in Yale promoviert. 1950 bis 1953 war er Direktor des Geological Survey of Canada.
Studien der Flora des Karbon in Nova Scotia (u. a. Joggins Fossil Cliffs) machten ihn zu einem Anhänger der Lehre der Kontinentalverschiebung. Er studierte neben dem Karbon Kanadas und seiner Biostratigraphie auch mesozoische und känozoische Paläobotanik in Alberta.
1965 erhielt er die Logan Medal.

## Schriften (Auswahl)
- Flora of the Upper Cretaceous Nanaimo Group of Vancouver Island, British Columbia: Geological Survey of Canada Memoir, 1957
- Uppermost Cretaceous and Paleocene floras of western Alberta, Ottawa : E. Cloutier, King’s printer, 1949
- Carboniferous rocks and fossil floras of northern Nova Scotia, Ottawa : E. Cloutier, printer to the King, 1943
- Fossil flora of Sydney coalfield, Nova Scotia, Ottawa : J.O. Patenaude, I.S.O., printer to the King, 1938